# CAINE Linux

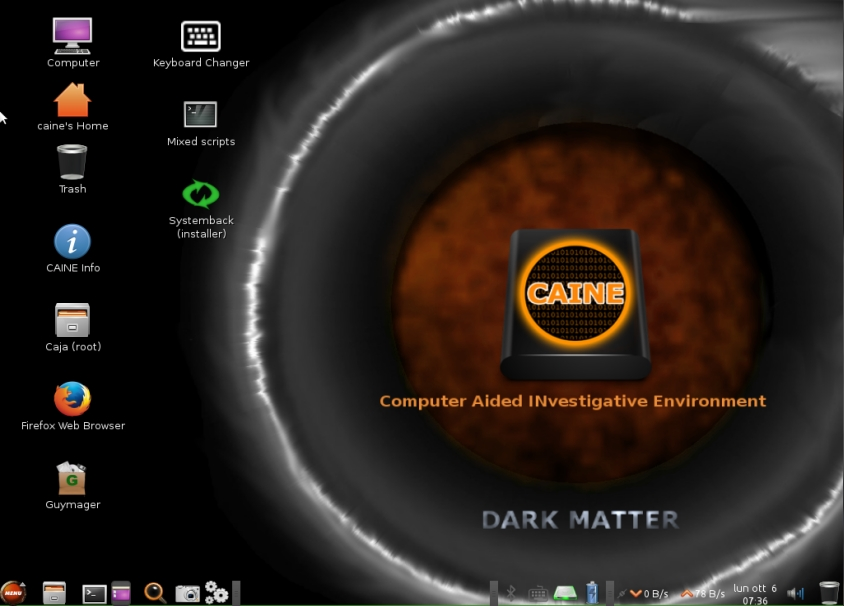
Ambiente gráfico da área de trabalho do CAINE Linux.

CAINE Linux (de computer aided investigative environment, em português "ambiente investigativo auxiliado por computador") é uma distribuição italiana do Linux, do tipo live. Teve início como um projeto forense digital.

## Propósito
O CAINE é uma plataforma forense profissional de código aberto que integra ferramentas de software como módulos, juntamente com scripts poderosos em um ambiente de interface gráfica. Seu ambiente operacional foi projetado com a intenção de fornecer ao profissional forense todas as ferramentas necessárias para realizar o processo de investigação forense digital (preservação, coleta, exame e análise). O CAINE é uma distribuição Linux live, portanto, pode ser inicializado a partir de mídia removível (unidade flash) ou de um disco ótico e executado na memória. Também pode ser instalado em um sistema físico ou virtual. No modo live, o CAINE pode operar em objetos de armazenamento de dados sem ter que inicializar um sistema operacional de suporte. A última versão 9.0 pode inicializar em UEFI/UEFI+Secure e BIOS legada, permitindo que o CAINE seja usado em sistemas de informações que inicializam sistemas operacionais mais antigos (por exemplo, Windows NT) e plataformas mais recentes (Linux, Windows 10).